# Renata Notni
Renata Notni Vega (Cuernavaca, 2 gennaio 1995) è un'attrice e modella messicana.
Attrice attiva sin da bambina e principalmente in campo televisivo, è nota per la partecipazione a varie telenovelas, quali Código postal, Mar de amor, La fuerza del destino, Qué bonito amor, Amores de barrio, Sueño de amor, ecc.

## Biografia
Renata Notni nasce a Cuernavaca, nello Stato messicano di Morelos, il 2 gennaio 1995.
Fa il proprio esordio sul piccolo schermo nel 2006, a soli 11 anni, interpretando il ruolo di Andrea Garza nella telenovela Código postal. In seguito, compare in vari episodi delle fiction  Un gancho al corazón (2008-2009) e Mar de amor (2009).
Il ruolo in Mar de amor le vale una nomination ai Premios TVyNovelas messicani come miglior attrice giovanile nel 2011. Sempre nello stesso anno, è anche nel cast della telenovela La fuerza del destino, dove interpreta il ruolo di Lucía Lomelí Curiel da giovane.
Nel 2012, è nel cast della telenovela Qué bonito amor, dove interpreta il ruolo di Paloma, mentre dal 2013 al 2014 è la protagonista giovanile della telenovela Quiero amarte, dove interpreta il ruolo di Mariana.
Nel 2015, è protagonista della telenovela Amores de barrio. Nello stesso anno entra a far parte del cast della serie televisiva spagnola Lana, fashion blogger (Yo quisiera), dove interpreta il ruolo di Camila.
L'anno seguente, è protagonista, nel ruolo di Patricia "Pato" Guerrero Díaz, della telenovela Sueño de amor. In seguito, nel 2021 è tra le protagoniste della fiction di Netflix La vendetta delle Juana (remake della telenovela colombiana Las Juanas), dove interpreta il ruolo di Juana Valentina.

## Filmografia

### Cinema
- La boda de la abuela, regia di Javier Colinas (2019)
- Non è il karma! (¿Qué culpa tiene el Karma?), regia di  Elisa Miller (2022)

### Televisione
- Código postal - telenovela, 200 episodi (2006-2007)
- La rosa de Guadalupe - serie TV, episodio 01x39 (2008)
- Un gancho al corazón - serie TV, 13 episodi (2008-2009)
- Mar de amor - serie TV, 9 episodi (2011)
- La fuerza del destino - serie TV, 8 episodi (2011)
- Como dice el dicho - serie TV, episodio 01x19 (2011)
- Amorcito Corazón - serie TV, episodio 01x01-01x02-01x03 (2011)
- Qué bonito amor - telenovela, 133 episodi (2012-2013)
- Quiero amarte - telenovela, 153 episodi (2013-2014)
- Amor de barrio - telenovela, 110 episodi (2015)
- Lana, fashion blogger (Yo quisiera) - serie TV, 12 episodi (2015)
- Sueño de amor - telenovela, 132 episodi (2016)
- L'ultimo dragone (El dragón) - serie TV, 81 episodi (2019-2020)
- La vendetta delle Juana (La venganza de las Juanas) - serie TV, 18 episodi (2021)
- Amore e vendetta - Zorro (Zorro) - serie TV (2024)

## Premi e nomination
- 2011: Nomination come miglior attrice giovane ai Premios TVyNovelas (Messico) per Mar de amor

## Doppiatrici italiane
Nelle versioni in italiano nelle opere in cui ha recitato, Renata Notni è stata doppiata da:
- Lucrezia Marricchi in Lana, fashion blogger[5]
- Emanuela Ionica in Amore e vendetta - Zorro